# Sulak (Dagestan)
Sulak (russisch Сула́к) ist eine Siedlung städtischen Typs in der Republik Dagestan in Russland mit 8565 Einwohnern (Stand 14. Oktober 2010).

## Geographie
Der Ort liegt gut 30 km Luftlinie nördlich des Zentrums der Republikhauptstadt Machatschkala in der Kaspischen Senke. Er befindet sich vorwiegend am linken Ufer des namensgebenden Flusses Sulak, knapp 3 km von dessen Mündung in das Kaspische Meer. Sulak gehört zum Stadtkreis Machatschkala und ist der Verwaltung von dessen Kirowski rajon unterstellt.
Mehr als die Hälfte die Einwohner sind Nogaier, daneben gibt es knapp 12 % Kumyken, jeweils um 8 % Russen, Laken und Awaren sowie Angehörige weiterer Ethnien.

## Geschichte
Der Ort geht auf eine russische Fischereibasis zurück und wurde nach dem Fluss als (wataga) Sulakskaja bezeichnet. In den 1930er-Jahren wurde die Siedlung als Chisrojewka (nach dem awarischen Revolutionär Magomed-Mirsa Chisrojew, 1882–1922), später als Glawny Sulak (russisch für „Haupt(siedlung)-Sulak“) bezeichnet. 1949 erhielt sie unter dem heutigen Namen den Status einer Siedlung städtischen Typs.

### Bevölkerungsentwicklung
| Jahr | Einwohner |
| ---- | --------- |
| 1959 | 3974      |
| 1970 | 3669      |
| 1979 | 3399      |
| 1989 | 3626      |
| 2002 | 6352      |
| 2010 | 8565      |

Anmerkung: Volkszählungsdaten

## Verkehr
Etwa drei Kilometer westlich der Siedlung überquert die föderale Fernstraße R215 (Teil der Europastraße 119) von Astrachan nach Machatschkala den Sulak. Die nächstgelegene Bahnstation befindet sich in Machatschkala an der Strecke Rostow am Don – Baku.